# Молитва за Украйна
„Молитва за Украйна“ (на украински: Молитва за Україну) е тържествена песен, известна още като „Велики Боже, единни, спаси нашата Украйна“ или като духовен химн на Украйна. Песента е написана през 1885 година. Автор на музиката е Микола Лисенко, текст на Олександр Кониски. Известни аранжименти на песента включват тези на Виктор Матюк, Кирило Стеценко и Олександр Кошиц.
В някои общности на православните и католическите църкви на Украйна традициионно се пее „Молитва за Украйна“ след службата, обикновено с думите „Светлина на Христовата истина“ вместо реда „Светлина на науката и знанието“.

## История
Историята на появата на химна е изследвана от лвовския професор Роман Кирчив чрез кореспонденцията на галицийския писател и общественик Павло Кирчив с Иван Франко и на неговия брат Богдан Кирчив с Олександр Кониски. От кореспонденцията става известно, че Павло Кирчив се запознава с Кониски още като ученик в духовната семинария. Това се случва през 1884 г., когато писателят е в Лвов и дава лекция пред студенти. По-късно семинаристите издадат сборник с народни и авторски песни. На 26 януари 1885 г. Б. Кирчив пише писмо до Кониски, като го моли да изпрати своите творби и творбите на Лисенко за сборника.
На 26 март 1885 г. Кониски информира Б. Кирчив:
| „ | Имам молба към вас – написах „Молитвата“ за руските деца, а М. Лисенко постави музиката, която всички много харесаха. За съжаление не може да бъде отпечатан у нас, но според нас би си струвало химнът да се разпространява в селата и училищата на Галиция. Затова изпратих „Молитвата“ с бележки на многоуважаемия Владимир Шухевич, като го помолих за съвет как да я отпечатам, така че това да се случи до месец май. Бих искал да знам мнението на Шухевич, Вахнянин и други композитори, чакам вашия отговор. С уважение Перебендя | “ |

Шухевич отговоря следното:
| „ | Творбата е прекрасна, но трудна за децата. С Вахнянин се опитахме да я преподаваме на нашите ученици, но е трудно. | “ |

Шухевич моли това съобщение да бъде предадено на Лисенко, за да бъде трудността на творбата олекотена. Лисенко не се съгласява. На 29 май 1885 г. Шухевич съобщава:
| „ | Изпратих „Молитва“ на литографа, скоро ще е готова, ще ви уведомя. | “ |

Във връзка с тази кореспонденция написването на единственото религиозно произведение на Лисенко се датира към февруари – март 1885 година. Впоследствие „Молитва“ добива широка популярност в Галиция и региона.
След смъртта на Лисенко се появяват нови хорови версии на произведението, понякога с промени в текста. В научния труд „Микола Лисенко. Религиозни произведения“, М. Юрченко предлага трите най-известни текстови версии: обработките на В. Матюк (1907 г.), К. Стеценко и О. Кошиц (1910-те години на XX век). Последната от тези версии е най-разпространена.
Понастоящем произведението е официално признато за духовен химн на Украйна, наравно с държавния химн.

## Текст
Оригинални версии на украински език:
| Дитячий гімн Автограф М. В. Лисенка Боже великий, єдиний, Русь-Україну храни, Волі і світу промінням Ти її осіни. Світлом науки і знання Нас, дітей, просвіти, В чистій любові до краю, Ти нас, Боже, зрости. Молимось, Боже єдиний, Русь-Україну храни, Всі свої ласки-щедроти Ти на люд наш зверни. Дай йому волю, дай йому долю, Дай доброго світа, Щастя дай, Боже, народу І многая, многая літа. | Молитва за Україну Редакція К. Г. Стеценка Боже великий, єдиний, Нашу Вкраїну храни, Волі і світу промінням Ти її осіни. Світлом науки і знання Нас, дітей, просвіти, В чистій любові до краю, Ти нас, Боже, зрости. Молимось, Боже єдиний, Нашу Вкраїну храни, Всі свої ласки-щедроти Ти на люд наш зверни. Дай йому волю, дай йому долю, Дай доброго світу, Щастя дай, Боже, народу І многая, многая літа. | Молитва за Україну Редакція О. А. Кошиця Боже великий, єдиний, Нам Україну храни, Волі і світу промінням Ти її осіни. Світлом науки і знання Нас, дітей, просвіти, В чистій любові до краю, Ти нас, Боже, зрости. Молимось, Боже єдиний, Нам Україну храни, Всі свої ласки-щедроти Ти на люд наш зверни. Дай йому волю, дай йому долю, Дай доброго світу, Щастя дай, Боже, народу І многая, многая літа. |

Превод на български език:
| Детски химн Оригинал на Микола Лисенко Боже, велик и единен, Пази Рус-Украйна, Лъч свобода и мир Ти си нейната есен. В светлината на науката и знанието Просвети нашите деца, В чиста любов към земята, Ти, Боже, ни караш да растем. Молим Те, Боже единни, Пази Рус-Украйна, Всички Твои щедри ласки Обърни към нашия народ. Дай ни свобода, дай ни съдба Подари ни добър свят Дай, Боже, щастие на хората И много, много години живот. | Молитва за Украйна Редакция на Кирило Стеценко Боже, велик и единен, Пази нашата Украйна, Лъч свобода и мир Ти си нейната есен. В светлината на науката и знанието Просвети нашите деца, В чиста любов към земята, Ти, Боже, ни караш да растем. Молим Те, Боже единни, Пази нашата Украйна, Всички Твои щедри ласки Обърни към нашия народ. Дай ни свобода, дай ни съдба Подари ни добър свят Дай, Боже, щастие на хората И много, много години живот. | Молитва за Украйна Редакция на Олександр Кошич Боже, велик и единен, Пази Украйна за нас, Лъч свобода и мир Ти си нейната есен. В светлината на науката и знанието Просвети нашите деца, В чиста любов към земята, Ти, Боже, ни караш да растем. Молим Те, Боже единни, Пази Украйна за нас, Всички Твои щедри ласки Обърни към нашия народ. Дай ни свобода, дай ни съдба Подари ни добър свят Дай, Боже, щастие на хората И много, много години живот. |

## Музика
|  |  |

## Връзки
- ((uk)) Молитва „Боже великий, єдиний“ // Українська музична енциклопедія. Т. 3: [Л – М] / Гл. редкол. Г. Скрипник. — Киев: ІМФЕ НАНУ, 2011. — с. 460.
- ((uk)) На сайті „Українські народні пісні“ Архив на оригинала от 2019-06-18 в Wayback Machine.
- ((uk)) Колекція записів на сайті Парафії святого Архистратига Михаїла, Київ, Пирогів Архив на оригинала от 2015-05-24 в Wayback Machine.
- ((uk)) Кузик В. Молитва „Боже великий, єдиний“ // Українська музична енциклопедія. — К.: Ін-т мистецтвознавства, фольклористики та етнології ім. М. Т. Рильського НАН України, 2011. — Т. 3. — с. 460.
- Молитва за Україну в

|  | Тази страница частично или изцяло представлява превод на страницата „Молитва за Україну“ в Уикипедия на украински. Оригиналният текст, както и този превод, са защитени от Лиценза „Криейтив Комънс – Признание – Споделяне на споделеното“, а за съдържание, създадено преди юни 2009 година – от Лиценза за свободна документация на ГНУ. Прегледайте историята на редакциите на оригиналната страница, както и на преводната страница, за да видите списъка на съавторите. ВАЖНО: Този шаблон се отнася единствено до авторските права върху съдържанието на статията. Добавянето му не отменя изискването да се посочват конкретни източници на твърденията, които да бъдат благонадеждни. |